# Арандон
Арандон (фр. Arandon) — коммуна во Франции, находится в регионе Рона — Альпы. Департамент коммуны — Изер. Входит в состав кантона Морстель. Округ коммуны — Ла-Тур-дю-Пен.
Код INSEE — 38014. Население коммуны на 1999 год составляло 405 человек. Населённый пункт находится на высоте от 212 до 292 метров над уровнем моря. Муниципалитет расположен на расстоянии около 420 км юго-восточнее Парижа, 50 км восточнее Лиона, 65 км севернее Гренобля. Мэр коммуны — Alain Veyret, мандат действовал на протяжении 2001—2008 годов.
Динамика населения (INSEE):